# کارگاه شرکت قدس آزاد
کارگاه شرکت قدس آزاد یک منطقهٔ مسکونی در ایران است که در دهستان حومه (لارستان) واقع شده‌است. کارگاه شرکت قدس آزاد ۲۸ نفر جمعیت دارد.